# Super Liga de Sri Lanka
La Super Liga de Sri Lanka es la liga de fútbol más importante de Sri Lanka fundada en 2021 y organizada por la Federación de Fútbol de Sri Lanka.

## Historia
La idea de la creación de la nueva liga se dio en 2018 por iniciativa del entonces secretario general de Federación de Fútbol de Sri Lanka Jaswar Umar Lebbe con la asistencia y orientación de la FIFA como reemplazo de la Liga Premier de Sri Lanka, liga que era la primera categoría de fútbol en Sri Lanka y que pasó a ser la liga de segunda división.
El objetivo es el de tener por primera vez una liga de fútbol profesional en el país, cumpliendo con los criterios de licencia establecidos por la Confederación Asiática de Fútbol.

## Formato
La liga está compuesta por 10 equipos, los cuales se enfrentan en un sistema de todos contra todos donde el campeón es el que logre más puntos, y no hay descenso y el campeón logra la clasificación a la Copa AFC.
En sus inicios todos los partidos se juegan en el Sugathadasa Stadium por ser el único estadio aprobado por la FIFA en el país.

## Financiamiento
La Football Sri Lanka ha garantizado apoyo financiero para todos los equipos según la ubicación en la tabla general en cada temporada. Según la temporada inaugural de 2021, el premio que recibieron los equipos fue el siguiente:
- Campeón: LKR 5 000 000
- 2.º: LKR 3 500 000
- 3.º: LKR 2 750 000
- 4.º: LKR 2 500 000
- 5.º: LKR 2 250 000
- 6.º: LKR 2 000 000
- 7.º: LKR 1 750 000
- 8.º: LKR 1 500 000
- 9.º: LKR 1 250 000
- 10.º: LKR 1 000 000

## Derechos de transmisión
La Football Sri Lanka anunció que TV One sería quien tendría los derechos televisivos en vivo para toda Sri Lanka, además del canal de YouTube de la federación de fútbol.

## Miembros fundadores
| - Defenders FC - Navy Sea Hawks - Blue Star SC - Colombo FC - Renown SC | - Ratnam SC - Red Star SC - Air Force SC - Up County Lions SC - New Young's SC |

## Ediciones anteriores
- 2021/22: Blue Star SC